# Isle of Man Football League
Isle of Man Football League je fotbalová liga na Ostrově Man, je spravována asociací Ostrova Man. Ačkoli je liga přidružena k The Football Association, není součástí anglického systému fotbalových soutěží.
Jedenáctka ligy dvakrát vyhrála FA Inter-League Cup. V roce 2006 porazila jedenáctku Cambridgeshire County League a kvalifikovala se do Poháru regionů 2007. Inter-League Cup znovu vyhrála v roce 2013 a kvalifikovala se znova do Poháru regionů.